# Arraial da Conquista.
O Arraial da Conquista foi fundado por volta de 1766 pelo sertanista português João Gonçalves da Costa, nascido em Chaves por volta de  1731, no Alto Tâmega, região de Trás-os-Montes,  norte de Portugal